# Смульсько
Смульсько (пол. Smulsko) — село в Польщі, у гміні Пшикона Турецького повіту Великопольського воєводства.
Населення — 311 осіб (2011).
У 1975-1998 роках село належало до Конінського воєводства.

## Демографія
Демографічна структура станом на 31 березня 2011 року:
|          | Загалом | Допрацездатний вік | Працездатний вік | Постпрацездатний вік |
| -------- | ------- | ------------------ | ---------------- | -------------------- |
| Чоловіки | 148     | 25                 | 106              | 17                   |
| Жінки    | 163     | 32                 | 92               | 39                   |
| Разом    | 311     | 57                 | 198              | 56                   |